# Terapia de aversão
A terapia de aversão é uma forma de tratamento psiquiátrico ou psicológico em que o paciente é exposto a estímulos enquanto simultaneamente é sujeitado a alguma forma de desconforto. Esse condicionamento é intencional para fazer com que o paciente associe o estímulo com sensações não-prazerosas, e então pare com um certo comportamento.